# Herz in der Hose
Herz in der Hose ist eine US-amerikanische Filmkomödie aus dem Jahr 1950 von George Marshall mit Bob Hope und Lucille Ball in den Hauptrollen. Der Film wurde von Paramount Pictures produziert und ist ein Remake des 1935 gedrehten Films Ein Butler in Amerika. Wie das Original basiert er auf dem Roman Ruggles of Red Gap von Harry Leon Wilson. Er erschien auch unter den Titeln Der Graf von Mexiko, Mein Diener – der Herr Graf und Schule für reiche Leute.

## Handlung
George Van Basingwell lernt 1905 in London die neuerliche Amerikanerin Effie Floud und ihre ungehobelte Tochter Agatha kennen. George lädt seine neue Bekanntschaft zu sich nach Hause ein. Allerdings ist George kein reicher Adeliger, das Anwesen nur gemietet. Seine angeblich adeligen Verwandten sind Schauspieler. Sein Butler Humphrey wird von dem Amerikaner Arthur Tyler gespielt, der in England gestrandet ist. Nach mehreren Unfällen mit seiner Kollegin, die Georges Mutter Lady Brinstead darstellt, wird Humphrey gefeuert.
Effie Floud ergreift die Gelegenheit und engagiert Humphrey als Butler für ihr Anwesen in Big Squaw in New Mexico. Sie hofft, dass Humphrey mit seinem kultivierten britischen Auftreten ihren bodenständigen Ehemann Mike ändern wird. Mr. Floud missversteht jedoch die Nachricht seiner Frau und gibt den Einwohnern des Ortes zu verstehen, dass ein englischer Earl zu Besuch kommen werde. Humphrey erklärt sich bereit, einen Earl zu spielen. Gleichzeitig wird er von Agathas Verlobten Cart Belknap bedroht, der glaubt, dass Humphrey ihm seine Braut stehlen will.
US-Präsident Theodore Roosevelt will Big Squaw einen Besuch abstatten, dabei will er sich mit dem Earl treffen. Die Einwohner erhoffen sich, dass der Präsident durch einen guten Eindruck dazu bewogen werden kann, New Mexico zum US-Bundesstaat zu machen. Humphrey verlässt panisch Big Squaw, wird aber von Agatha eingeholt. Er gesteht ihr seine wahre Identität als mittelloser Schauspieler Arthur Tyler. Agatha überzeugt ihn, vor Roosevelt den Earl zu spielen.
Der Präsident und der Earl kommen prächtig miteinander aus. Arthur soll, obwohl er nicht reiten kann, am nächsten Tag eine Fuchsjagd anführen. Agatha bringt ihm das Reiten bei und gesteht ihm, dass sie sich in ihn verliebt habe. Am nächsten Tag wird ein Fuchs mit Bratensauce eingerieben, damit die Jagdhunde, alles gewöhnliche Haushunde, auf seiner Spur bleiben. Um nicht reiten zu müssen, täuscht Arthur Schmerzen in seinem Bein vor. Cart schmiert heimlich Bratensauce auf Arthurs Kleidung. Nun wird Arthur von den Hunden durch das Haus gejagt.
Cart findet Arthurs Notizbuch mit Schauspielanweisungen. Als sich Präsident Roosevelt von seinem neuen Freund Arthur verabschieden will, wird der von Cart entlarvt. Arthur und Agatha fliehen mit einer Draisine aus der Stadt. Sie schwören sich, dass nichts sie trennen könne. In einem Tunnel stoßen sie mit einem Zug zusammen, die Draisine wird dabei in zwei Hälften geteilt.

## Produktion
Der Film wurde in fünf Etappen gedreht, zuerst vom 30. Juni bis zum 31. August 1949, dann vom 7. bis zum 12. September 1949. Die Tanznummern mit Bob Hope entstanden am 15. September. Weitere Szenen wurden am 23. September 1949 und vom 13. bis zum 14. April 1950 gedreht. Gedreht wurde in den Paramount-Studios in Hollywood, auf der Paramount Film Ranch bei Agoura Hills  am Bahnhof von Chatsworth sowie in Santa Fe und Lamy, beide in New Mexico.

## Stab und Besetzung
Hans Dreier und Earl Hedrick waren die Art Directors, Sam Comer und Emile Kuri die Szenenbildner und Gile Steele und Mary Kay Dodson die Kostümbildner. Farciot Edouart und Gordon Jennings waren für die Spezialeffekte verantwortlich, Wally Westmore für das Make-up.
In kleinen nicht im Abspann erwähnten Nebenrollen traten Marie Bryant, Chester Conklin, Olaf Hytten, Howard Petrie und Almira Sessions auf.

## Veröffentlichung
Die Premiere des Films fand am 19. Juli 1950 statt. In der Bundesrepublik Deutschland kam er am 22. Dezember 1951 in die Kinos, in Österreich im Januar 1952.

## Kritiken
Das Lexikon des internationalen Films schrieb: „Ein amüsantes Nonsense-Grotesk-Lustspiel, ganz zugeschnitten auf die gut aufgelegten Komödianten Bob Hope und Lucille Ball.“
Andrew Pragasam von The Spinning Image befand, dem Film fehle der raffinierte satirische Witz des Originals. Zwar habe er eine annehmliche Gag-Trefferquote, zum Finale hin gehe ihm jedoch die Luft aus.
Bosley Crowther von der The New York Times lobte Regisseur Marshall und den Rest der Crew, die den Unfug ohne den geringsten Rückschritt wirbeln und sich anhäufen lassen.
Der TV Guide bezeichnete den Film als angenehme Ablenkung, die gelegentlich zwerchfellerschütternd sei.

## Auszeichnungen
Lucille Ball wurde 1951 für den Laurel Award in der Kategorie Top Female Comedy Performance nominiert.